# Acanthognathus rudis
Acanthognathus rudis är en myrart som beskrevs av Brown och Kempf 1969. Acanthognathus rudis ingår i släktet Acanthognathus och familjen myror. Inga underarter finns listade i Catalogue of Life.